# Langford (Oxfordshire)
Pour les articles homonymes, voir Langford.
Langford est un village et une paroisse civile de l'Oxfordshire, en Angleterre. Il est situé dans l'ouest du comté, près de la frontière du Gloucestershire, à 5 km au nord-est de la ville de Lechlade. Administrativement, il relève du district du West Oxfordshire. Au recensement de 2011, il comptait 349 habitants.

## Étymologie
Langford provient des éléments vieil-anglais lang « long » et ford « gué ». Il est attesté sous la forme Langefort dans le Domesday Book, en 1086.